# Psychotria calothyrsa
Psychotria calothyrsa là một loài thực vật có hoa trong họ Thiến thảo. Loài này được (Baill.) Guillaumin miêu tả khoa học đầu tiên năm 1926.